# Snåsavatnet

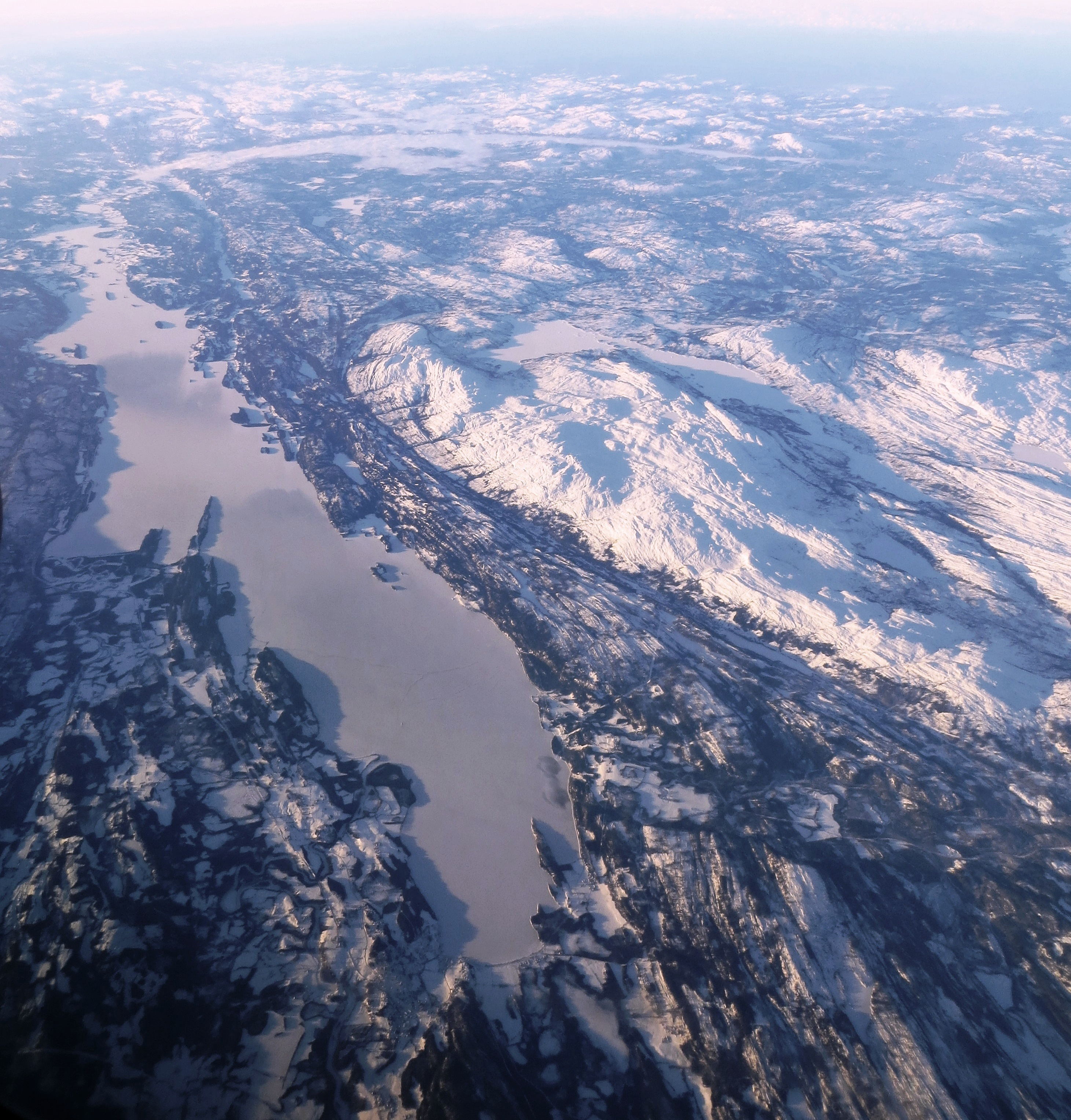

A Snåsavatnet Norvégia hatodik legnagyobb tava, Nord-Trøndelag megyében, Snåsa és Steinkjer városok és az E6 autópálya mellett fekszik.  Glaciális erózió által jött létre. A tó mintegy 40 kilométer hosszú és 3 kilométer széles, felülete 122 km². Legnagyobb mélysége 125 méter.